# 贝尼托·比利亚马林球场
贝尼托·比利亚马林球场（西班牙語：Estadio Benito Villamarín）位於西班牙塞维利亚，於1929年落成，自建成以來一直是當地球會皇家貝迪斯的主場所在地，也曾是1982年世界盃足球賽場地之一。球场可以容纳60,721名观众。

## 历史
为了迎接即将到来的1982年世界盃足球賽的两场小组赛，球场看台的容量被增加到了50,253人。
2010年，俱乐部在球迷投票后决定将球场的名称从曼努埃尔·鲁伊斯·德洛佩拉（Manuel Ruiz de Lopera）改回曾经的名称贝尼托·比利亚马林（Benito Villamarín）。
2016年，球场当时最老的南看台被拆除重建。新建成的看台让球场的容量从52,000提升至60,720。扩建工程于2017年8月完成，使得扩建后的全新看台得以在2017–18賽季西班牙足球甲級聯賽开幕前投入使用。

## 1982年世界杯足球赛
1982年世界杯，贝尼托·比利亚马林球场举办了两场第一轮比赛。

### 第一轮
贝尼托·比利亚马林球场举办了两场小组赛阶段第一轮的比赛。
| 1982年6月18日 | 巴西                                              | 4–1  | 苏格兰   | 塞维利亚贝尼托·比利亚马林球场                      |
| 21:00 CEST    | - 济科 33' - 奥斯卡 48' - 埃德尔 63' - 法尔考 87' | 報告 | 纳里 18' | 入場人數： 47,379 ： 路易斯·保利诺·西莱斯·卡尔德隆 |

| 1982年6月23日 | 巴西                                          | 4–0  | 新西兰 | 塞维利亚贝尼托·比利亚马林球场            |
| 21:00 CEST    | - 济科 28', 31' - 法尔考 64' - 塞尔吉尼奥 70' | 報告 |        | 入場人數： 43,000 ： 达米尔·马托维诺维奇 |

## 外部連結
- 皇家貝迪斯官方網站（页面存档备份，存于） （西班牙文）
- Manuel Ruiz de Lopera Stadium At World Stadiums.com
- Estadios de Espana（页面存档备份，存于） （英文）
- Manuel Ruiz de Lopera Discusses Construction Of Stadium（页面存档备份，存于） （西班牙文）
- Future Manuel Ruiz de Lopera Stadium